# Lobu Rappa
Lobu Rappa is een bestuurslaag in het regentschap Asahan van de provincie Noord-Sumatra, Indonesië. Lobu Rappa telt 2425 inwoners (volkstelling 2010).